# Lamellenzahnratten
Die Lamellenzahnratten oder Afrikanischen Sumpfratten (Otomys) sind eine Nagetiergattung aus der Gruppe der Altweltmäuse (Murinae). Sie umfassen rund 30 in Afrika lebende Arten.

## Merkmale
Lamellenzahnratten erreichen eine Kopfrumpflänge von 12 bis 21 Zentimetern, hinzu kommt noch ein 6 bis 15 Zentimeter langer Schwanz. Ihr Gewicht liegt zwischen 60 und 260 Gramm. Ihr Fell ist lang und zottelig, seine Färbung variiert von hellgrau bis dunkelbraun, die Unterseite ist heller. Der relativ kurze Schwanz ist dicht behaart. Ihre Körper sind stämmig, der Kopf ist rundlich, sie ähneln den Wühlmäusen. Namensgebendes Merkmal sind die lamellenförmig aufgebauten Molaren, daneben befindet sich auf den Nagezähnen jeweils eine auffällige Furche.

## Verbreitung und Lebensraum
Diese Nagetiere sind in Afrika südlich der Sahara beheimatet, ihr Verbreitungsgebiet reicht von Nigeria und dem südlichen Sudan bis Südafrika. Sie kommen in verschiedenen Lebensräumen vor, bevorzugen aber feuchtere Habitate. So sind sie in Sümpfen und Grasländern zu finden, manchmal aber auch in Savannen und im Bergland bis in 4000 Meter Höhe.

## Lebensweise
Lamellenzahnratten können tag- und nachtaktiv sein, häufig sind sie jedoch während der Dämmerung zu beobachten. Viele Arten bauen Nester aus Blätter und Zweigen, andere verwenden Erdlöcher als Unterschlupf. Zum schnelleren Vorankommen legen sie Trampelpfade im dichten Gras an, im Bedrohungsfall können sie auch ins Wasser fliehen. Die meisten Arten dürften einzelgängerisch oder höchstens in Paaren leben. Sie sind Pflanzenfresser, die sich von Gräsern, Kräutern und anderem ernähren.
Bis zu fünfmal im Jahr kann das Weibchen nach einer rund 40-tägigen Tragzeit ein bis vier Jungtiere zur Welt bringen.
Mehrere Arten sind gefährdet, vor allem diejenigen, deren Verbreitungsgebiet nur einen einzigen Berg, etwa den Mount Elgon oder den Kamerunberg umfasst. Die IUCN listet insgesamt vier Arten als „gefährdet“ (vulnerable) oder „stark gefährdet“ (endangered), anerkennt jedoch nicht alle unten aufgelisteten Arten.

## Systematik
Die Lamellenzahnratten bilden zusammen mit den nahe verwandten Gattungen Myotomys und Karru-Ratten (Parotomys) eine Gattungsgruppe, die früher im Rang einer eignen Unterfamilie, Otomyinae gelistet wurden. Nach genetischen Untersuchungen sind sie jedoch nahe mit verschiedenen afrikanischen Gattungsgruppen der Altweltmäuse (Murinae) verwandt, etwa der Arvicanthis-Gruppe und werden darum ebenfalls in die Altweltmäuse eingerechnet.
Der wissenschaftliche Gattungsname ist aus den altgriechischen Worten otos (Ohr) und mys (Maus) zusammengesetzt. Er bezieht sich auf die großen Ohren dieser Nagetiere.
Es sind folgende Arten bekannt:
- Die Angola-Lamellenzahnratte (Otomys anchietae) lebt im nördlichen und mittleren Angola.
- Die Angoni-Lamellenzahnratte (Otomys angoniensis) ist im östlichen und südlichen Afrika weitverbreitet.
- Die Südostafrika-Lamellenzahnratte (Otomys auratus) hält sich im südöstlichen Afrika auf.
- Die Barbour-Lamellenzahnratte (Otomys barbouri) bewohnt nur den Vulkan Mount Elgon im ugandisch-kenianischen Grenzgebiet. Die Art gilt als „stark gefährdet“.
- Die Burton-Lamellenzahnratte (Otomys burtoni) ist nur vom Kamerunberg in Kamerun bekannt. Auch diese Art ist „stark gefährdet“.
- Die Cheesman-Lamellenzahnratte (Otomys cheesmani) ist möglicherweise ausgestorben. Die Art kam in der Region von Dangila in Äthiopien vor.
- Die Cuanza-Lamellenzahnratte (Otoyms cuanzensis) kommt im mittleren Angola vor.
- Die Ruwenzori-Lamellenzahnratte (Otomys dartmouthi) lebt im Ruwenzori-Gebirge in Uganda.
- Die Dent-Lamellenzahnratte (Otomys denti) bewohnt verschiedene Bergländer im östlichen Afrika.
- Die Dollman-Lamellenzahnratte (Otomys dollmani) ist nur vom Mount Gargues in Kenia bekannt.
- Die Kaffa-Lamellenzahnratte (Otomys fortior) hat eine begrenzte Verbreitung in Äthiopien.
- Die Heller-Lamellenzahnratte (Otomys helleri) lebt in Äthiopien.
- Die Südafrikanische Lamellenzahnratte (Otomys irroratus) kommt im südlichen Afrika vor.
- Die Mount-Elgon-Lamellenzahnratte (Otomys jacksoni) lebt am Mount Elgon im ugandisch-kenianischen Grenzgebiet.
- Die Fynbos-Lamellenzahnratte (Otomys karoensis) ist in Südafrika verbreitet.
- Die Tansania-Lamellenzahnratte (Otomys lacustris) bewohnt Bergländer im östlichen Afrika. Die Art gilt als „gefährdet“.
- Die KwaZulu-Lamellenzahnratte (Otomys laminatus) ist in Südafrika beheimatet.
- Die Westliche Lamellenzahnratte (Otomys occidentalis) lebt auf Bergen im nigerianisch-kamerunischen Grenzgebiet. Die Art gilt als „gefährdet“.
- Die Mount-Kenya-Lamellenzahnratte (Otomys orestes) kommt in Kenia und Tansania vor.
- Die Simien-Lamellenzahnratte (Otomys simiensis) bewohnt den Simien-Nationalpark.
- Die Sloggett-Lamellenzahnratte (Otomys sloggetti) lebt in Südafrika.
- Die Ostafrika-Lamellenzahnratte (Otomys tropicalis) ist vom südlichen Sudan bis in die Demokratische Republik Kongo verbreitet.
- Die Thomas-Lamellenzahnratte (Otomys thomasi ) lebt im westlichen Kenia.
- Die Äthiopische Lamellenzahnratte (Otomys typus) bewohnt das Bergland von Äthiopien bis in 4000 Meter Höhe.
- Die Karoo-Lamellenzahnratte (Otomys unisulcatus) kommt in Südafrika vor.
- Die Udzungwa-Lamellenzahnratte (Otomys uzungwensis) lebt in den Udzungwa-Bergen in Tansania.
- Die Zink-Lamellenzahnratte (Otomys zinki) bewohnt das Kilimandscharo-Massiv.

## Belege
1. ↑  Bronner & Meester: Otomys angoniensis. (PDF) In: Mammalian Species #306. American Society of Mammalogists, 15. Januar 1988, S. 1–6, abgerufen am 20. September 2023 (englisch, doi:10.2307/0.306.1).